# Swainson-veréb
A Swainson-veréb (Passer swainsonii) a madarak osztályának verébalakúak (Passeriformes)  rendjébe és a verébfélék (Passeridae) családjába tartozó faj.

## Rendszerezése
A fajt Eduard Rüppell német ornitológus  írta le 1840-ben, a Pyrgita nembe Pyrgita swainsonii néven. Tudományos faji nevét William Swainson brit ornitológusról kapta.

## Előfordulása
Afrika északkeleti részén, Dzsibuti, Eritrea, Etiópia, Kenya, Szomália és Szudán területén honos. Természetes élőhelyei a szubtrópusi vagy trópusi füves puszták, szavanna és cserjések, valamint szántóföldek, vidéki kertek és városi régiók. Állandó, nem vonuló faj.

## Megjelenése
Testhossza 16 centiméter, testtömege 27-35 gramm.

## Természetvédelmi helyzete
Az elterjedési területe nagyon nagy, egyedszáma pedig stabil. A Természetvédelmi Világszövetség Vörös listáján nem fenyegetett fajként szerepel.